# Pribylites
Pribylites is een geslacht van uitgestorven kreeftachtigen uit de klasse van de Ostracoda (mosselkreeftjes).

## Soorten
- Pribylites (Gravia) aculeatus (Polenova, 1953) Zbikowska, 1983 †
- Pribylites (Gravia) alatus (Kummerow, 1953) Becker, 1964 †
- Pribylites (Gravia) volgaensis (Polenova, 1952) Becker, 1964 †
- Pribylites (Parapribylites) borealis Buschmina, 1979 †
- Pribylites (Parapribylites) calceolicus Rozhdestvenskaya, 1962 †
- Pribylites (Parapribylites) canadensis Lethiers, 1981 †
- Pribylites (Parapribylites) costatus Glebovskaja & Zaspelova, 1959 †
- Pribylites (Parapribylites) domanicus Averjanov, 1968 †
- Pribylites (Parapribylites) elatmensis Rozhdestvenskaya, 1959 †
- Pribylites (Parapribylites) incertus Zenkova, 1973 †
- Pribylites (Parapribylites) infidus Polenova, 1974 †
- Pribylites (Parapribylites) kolymicus Buschmina, 1979 †
- Pribylites (Parapribylites) laminosus Rozhdestvenskaya, 1962 †
- Pribylites (Parapribylites) mustafinovi (Polenova & Sharapova, 1953) Averjanov, 1968 †
- Pribylites (Parapribylites) opulentus (Polenova, 1960) Polenova, 1968 †
- Pribylites (Parapribylites) polenovae (Schischkinskaja, 1959) Jiang et al., 1983 †
- Pribylites (Parapribylites) spectabilis Rozhdestvenskaya, 1959 †
- Pribylites (Parapribylites) subhanaicus Mikhailova, 1991 †
- Pribylites (Parapribylites) sulcifer Zenkova, 1973 †
- Pribylites distortus Ljaschenko, 1960 †
- Pribylites elongatus Blumenstengel, 1965 †
- Pribylites kolesovi Bless, 1984 †
- Pribylites moravicus Pokorny, 1951 †
- Pribylites tumefactus Abushik, 1982 †